# José Alonso (sindicalista)
José Alonso (Montserrat, Ciudad de Buenos Aires; 6 de febrero de 1917 - Belgrano, Ciudad de Buenos Aires; 27 de agosto de 1970) fue un sindicalista argentino, líder del Sindicato del Vestido y secretario general de la CGT (Confederación General del Trabajo). Murió en un atentado que se atribuyó Montoneros.

## Sus inicios
En 1938 fue elegido por primera vez delegado por el gremio de los sastres. A partir de allí nunca abandonó el sindicalismo. Admirador del socialismo y de Alfredo Lorenzo Palacios, fue uno de los primeros en tomar partido por el ascendente coronel Juan Domingo Perón que estaba al frente del Departamento Nacional del Trabajo que era poco influyente entonces desde 27 de octubre de 1943, que posteriormente el 27 de noviembre de 1943 el Departamento fuera elevado en su jerarquía al rango de secretaría ministerial.
El 23 de marzo de 1943, para contrarrestar la influencia de los comunistas de la Federación Obrera del Vestido (FOV), participó en la creación del Sindicato de la Industria del Vestido de la Capital Federal (SOIVA), que pronto, con el apoyo de Perón se transformó en uno de los gremios más poderosos del país. En 1945, también con el apoyo del gobierno militar, fundó FONIVA, Federación Obrera Nacional de la Industria del Vestido, de la que llegó a ser secretario adjunto.

## Durante el gobierno peronista
En 1946 fue elegido secretario de actas del SOIVA, y formó parte del Comité Central Confederal de la CGT. Concurrió como delegado de los trabajadores argentinos a muchas conferencias de la Organización Internacional del Trabajo (OIT) y participó de la formación de la Agrupación de Trabajadores Latinoamericanos Sindicalistas (ATLAS).
En esa época se casó con María Luisa Pinella, que también trabajaba en la actividad sindical y gozaba de la confianza de Eva Perón.
Entre marzo y abril de 1949 participó, junto a otros dirigentes gremiales, en representación de la CGT, en el Primer Congreso Nacional de Filosofía, en Mendoza, que constituyó a sentar las bases doctrinarias del Movimiento Peronista.
Alonso fue también protagonista en la creación de la Federación Argentina de Trabajadores Rurales y Estibadores (FATRE), y participó en el directorio de la Fundación Eva Perón entre los años 1952 y 1955.
Fue secretario del directorio de EPASA, que editó el diario La Prensa y otros diarios a partir de su confiscación por el gobierno peronista. Entre 1952 y 1955 fue diputado nacional por la Capital Federal y participó de dos proyectos clave: la ley de convenciones colectivas de trabajo y la ley de pago de los días feriados para los trabajadores a domicilio.

## Detención, exilio y retorno
El 18 de agosto de 1955, emitió un comunicado por la radio acusando a la oposición de rechazar la tregua propuesta por el gobierno de Perón. Al producirse el golpe de Estado de 1955 se instala en el poder la dictadura autodenominada Revolución Libertadora, durante la cual Alonso fue detenido y se lo liberó el 25 de junio de 1956 aparentemente por error, por lo que luego se libró orden de captura contra él, pero logró salir del país. Marchó a acompañar a su líder en el exilio de Venezuela y participó de las negociaciones que desembocaron en el pacto entre Perón y Rogelio Frigerio, representante del candidato presidencial Arturo Frondizi.
Al volver al país tuvo un papel destacado en la “Resistencia peronista” por lo cual, en 1957, fue nuevamente detenido, por algunos meses como consecuencia de la huelga en el Frigorífico Lisandro de la Torre. 
Como el gobierno militar de Pedro Eugenio Aramburu había intervenido la dirección del gremio, Alonso reorganizó y puso en marcha su antigua agrupación de los trabajadores del vestido: "Nuevo Rumbo". Al llamarse a elecciones para la normalización, encabezó la Lista Azul, y fue nuevamente electo secretario general en marzo de 1960. Como tal, participó en la llamada CGT de la Resistencia o Auténtica, liderada por el dirigente sindical Armando Cabo. Acordó la adhesión del gremio del vestido a las 62 Organizaciones, agrupamiento sindical peronista creado tras el rompimiento del congreso de la CGT en 1957.

## Secretario general de la CGT
Alonso integró la llamada "Comisión de los Veinte", que agrupaba tanto sindicalistas peronistas como independientes que se hizo cargo de la conducción de la CGT al disponer el gobierno de Frondizi su normalización institucional el 28 de febrero de 1961, la que se concretó recién en enero de 1963 y fue entonces que asumió en plenitud la conducción un nuevo grupo de dirigentes sindicales, mayoritariamente peronistas, que instalaron una nueva modalidad de actuación en la cual frente al gobierno de turno asumían posiciones opositoras o dialoguistas, de acuerdo a las circunstancias.
Cuando el gobierno de José María Guido permitió que en enero de 1963 se celebrara el Congreso Normalizador de la CGT, en el que estuvieron representadas 100 organizaciones sindicales de primer y segundo grado, las 62 Organizaciones postularon a José Alonso para la dirección de la central obrera, siendo elegido secretario general de la CGT el 1 de febrero de ese año.
En su discurso al asumir el cargo declaró: "Nuestra lucha, que comienza con la primera queja, con el primer lamento del primer explotado del mundo, no ha de finalizar mientras haya sufrimiento en los trabajadores".
Alonso apoyó inicialmente algunas medidas políticas del nuevo presidente Arturo Illia, como por ejemplo la anulación de los contratos petroleros suscriptos por Frondizi. Pero pronto se produjo la ruptura. El 4 de diciembre, Alonso entrevistó al primer magistrado, entregándole un petitorio de quince puntos; entre ellos: ajuste de sueldos y salarios de acuerdo con el costo de vida; reactivación económica; ruptura con el Fondo Monetario Internacional; participación activa de los trabajadores en la administración de las empresas estatales y la eliminación de la desocupación y el desempleo.
Pocos días después, en un acto efectuado en la Boca, Alonso comenzó su discurso diciendo: "Viva el año 1964 porque es el año en que Perón vuelve al país". Para luego afirmar: "Este es el gobierno más débil y más hipócrita que tuvo la Argentina."
Alonso quedó entonces a cargo de la puesta en marcha del Plan de Lucha que llevó adelante la CGT entre mayo de 1964 y julio de 1965, como protesta contra la política económica y social del gobierno de Illia. El 21 de mayo de 1964, unas ochocientas fábricas del Gran Buenos Aires fueron ocupadas, posteriormente se realizaron otros seis paros llegando a tener la CGT bajo su control, 11 000 establecimientos en todo el país, con la participación de unos 3.900.000 trabajadores.
Este plan tuvo, al principio, plena aceptación en el seno de la CGT unificada, ya que había peronistas pero también independientes. La figura más trascendente de estos últimos era el gráfico Riego Ribas, secretario general adjunto de la CGT, un dirigente que había estado, incluso, detenido durante el gobierno peronista. Pero luego el sector independiente se distanció de ese plan reivindicativo al observar que su verdadera finalidad era netamente política: crear condiciones favorables para el regreso de Perón. Riego Ribas renunció a su cargo a mediados de año.

## El "Operativo Retorno" y la ruptura con Vandor
Por esa época, diciembre de 1964, Alonso participó en la comisión que puso en marcha el anunciado Operativo Retorno de Perón al país, finalmente frustrado al no serle permitido en Brasil continuar su viaje hacia Argentina.
En 1965, Alonso fue reelecto como titular de la CGT y comenzó ahí su enfrentamiento con Augusto Timoteo Vandor, dirigente metalúrgico que buscaba una dirección gremial más independiente de las directivas de Perón. Respaldado por el Comando Superior Peronista Alonso creó, junto al ferroviario Lorenzo Pepe, su colega textil Andrés Framini y el representante del Sindicato de la Sanidad, Amado Olmos las 62 Organizaciones "De pie junto a Perón", que enfrentó abiertamente a Vandor. Cuando la tercera esposa de Perón, María Estela Martínez, llegó a la Argentina para dirigir la lucha contra el sector de Vandor, Alonso se convirtió en su principal consejero. Alonso, entonces, tomó una actitud de fuerza, y con su postura de ortodoxo, impulsó a los sectores díscolos hacia la violencia contra el vandorismo.
Sin embargo, y a pesar del apoyo de Perón y su esposa, fue separado de su cargo en la CGT el 2 de febrero de 1966, por presiones del grupo vandorista, y remplazado por Fernando Donaires, dirigente de los obreros papeleros. Posteriormente, el Congreso Normalizador de la CGT designó como Secretario General a un hombre de Luz y Fuerza, Francisco Prado que, al igual que Donaires, respondía a la línea de Vandor.
Alonso se mostró escéptico del gobierno radical y del propio régimen constitucional, al declarar en 1965 que: "El país comienza a salir de la crisis para entrar al caos. Este corset de la constitución ahoga al país y lo desgarra".[cita requerida]

## Durante el gobierno militar
Al producirse el golpe militar del 28 de junio de 1966, Alonso expresó: "nos congratulamos de haber asistido a la caída del último gobierno liberal burgués, porque jamás podrá volver implantarse nada así".
Los principales dirigentes sindicales de la época: Vandor, Prado, Juan José Taccone, de Luz y Fuerza, y Alonso concurrieron al acto de asunción del nuevo presidente Juan Carlos Onganía. A partir de septiembre de 1966, cuando Perón condenó públicamente al régimen de Onganía, se produjo un progresivo distanciamiento entre el gobierno y los sindicatos, sobre todo los encabezados por Alonso que el 21 de noviembre de 1966 manifestó que la política económica del gobierno llevaría a entregar el país en manos extranjeras.
Sobre todo a partir de la llegada al Ministerio de Economía y Trabajo de Adalbert Krieger Vasena, un liberal ortodoxo, en diciembre de 1966, la ruptura se hizo definitiva. A partir de lo cual el gobierno entró en abierta lucha con los sindicatos, interviniendo varios de ellos. Vandor, Alonso y los independientes buscaron entonces la normalización de la CGT para enfrentar al gobierno militar.
En mayo de 1967, Prado renunció a la secretaría general dejando su cargo a una Comisión Transitoria, que llamó a un Congreso normalizador que se reunió del 28 al 30 de marzo de 1968 y en el cual los principales grupos sindicales, dirigidos por Vandor, Alonso, Taccone y Rogelio Coria (UOCRA), propusieron postergar el Congreso dada la cantidad de gremios intervenidos por el gobierno. Chocaron sin embargo con la inflexible oposición del grupo más radicalizado liderado por el gráfico Raimundo Ongaro, que fue elegido secretario general al retirarse las delegaciones que respondían a Vandor, Alonso y los "participacionistas". Como estos mantuvieron su control sobre el edificio de la CGT ubicado en la calle Azopardo, la misma quedó virtualmente dividida, llamándose la de Ongaro CGT de los Argentinos.
En este estado de cosas se produjo la escalada de violencia de 1969, que culminó en el Cordobazo del 29 de mayo y el asesinato de Vandor, el 30 de junio. La CGT de los Argentinos fue virtualmente proscripta por el gobierno y la de Azopardo, intervenida el 14 de julio
Levantada la intervención, en diciembre, Alonso participó, en la "Comisión de los 23", que en el Congreso Normalizador del 4 de julio de 1970 que eligió secretario general al metalúrgico José Ignacio Rucci.

## Asesinato
El 27 de agosto de 1970, a las 9:15 horas, cuando se dirigía desde su casa, situada en el barrio de Belgrano, hacia la sede del sindicato, en el coche del secretario adjunto del gremio Enrique Mico el cual fue interceptado por dos automóviles en la esquina de las calles con  Benjamín Matienzo y Ciudad de la Paz. Un hombre descendió del vehículo situado detrás del auto de Alonso y le disparó 14 balazos matándolo en el acto. El 10 de septiembre, un comunicado de un Comando Montonero Emilio Maza del Ejército Nacional Revolucionario, se adjudicó el hecho al igual que la muerte de Vandor. Cuatro años después, en octubre de 1974, en una nota aparecida en la revista "La Causa Peronista", sus asesinos, sin identificarse, relataron los detalles y enumeraron los motivos alegados para el asesinato. Hasta el día de hoy, si bien se han vertido numerosas hipótesis, el crimen nunca fue esclarecido. Alonso dejó dos hijos, María Angélica, de diecisiete años y José Luis Francisco, de catorce. Sus restos descansan en el Cementerio de la Chacarita.